# Carl Grasveld
Carl Louis Maria Grasveld (Zeist, 10 december 1926 - Valkenburg, 7 maart 2012) was een Nederlandse priester die behoorde tot de orde van de franciscanen (O.F.M.). Hij was gedurende dertig jaar (1969-1999) vicaris-generaal onder bisschop dr. Bernard Möller van het bisdom Groningen.
Grasveld was de zesde in een gezin van zeven kinderen van een roomse steenfabrikant die getrouwd was met een zus van KVP-coryfee Carl Romme. Hij is naar zijn oom vernoemd. Grasveld bezocht tijdens de Tweede Wereldoorlog het gymnasium aan het St. Bonifatiuscollege  in Utrecht, de oudste gemengde RK middelbare school (1922). Daarna studeerde hij noviciaat, filosofie en theologie bij de franciscanen. Op 23 maart 1952 werd hij in Weert door de bisschop van Roermond, Guillaume Lemmens, tot priester gewijd.
Ook vóór zijn vicaris-tijd bracht Grasveld al enige jaren in diverse pastorale functies in het noorden van het land door, onder andere als deken van Heerenveen. De net benoemde bisschop Möller van Groningen, een man van wetenschap en priesteropleiding, kende zijn uitgestrekte diasporabisdom met zijn weinige priesters niet echt goed. Grasveld inmiddels wel. Möller stond in zijn bisschopsjaren bekend als intellectueel en uiterst minzaam, geen scherpslijper maar ook niet als een doortastend bestuurder. Bovendien bleef Möller tot aan zijn dood op 75-jarige leeftijd kampen met een broze gezondheid die hem het werk herhaaldelijk onmogelijk maakte. Grasveld, óók minzaam, geen scherpslijper, was wel een gedegen bestuurder en een werkpaard. Zo vulden beiden elkaar aan.
De laatste dertig jaar van de vorige eeuw veranderde er veel in de RK Kerk van Nederland, ook in het bisdom Groningen: de opvattingen, de deelname aan het Misbezoek, het enthousiasme voor priesterstand en kloosterroeping. Anders dan in de bisdommen Haarlem, Roermond en 's-Hertogenbosch wist Groningen (sinds begin deze eeuw Bisdom Groningen-Leeuwarden genaamd) de heftige polarisatie goeddeels buiten de bisdomgrens te houden. Dat mocht op het conto van zowel Möller als Grasveld worden geschreven en ook op dat van de 'diaspora'-katholieken in deze dunst bevolkte regio.
Toen bisschop Möller in het laatste jaar van zijn ambtsperiode overleed, was het voor zijn generatiegenoot Grasveld duidelijk dat ook zijn tijd erop zat. Hij liet zich nog tot plaatsvervanger diocesaan administrator kiezen. Hij werkte Möllers opvolger in, de vele decennia jongere Wim Eijk, die hij helemaal niet kende. Na 35 jaar in het noorden  vertrok Grasveld naar het zuiden van Nederland. Daar deed hij nog jaren enig pastoraal dienstwerk. De laatste twee jaar van zijn leven werd hij in Valkenburg verzorgd. Bij Grasvelds overlijden typeerde Eijks opvolger bisschop Gerard de Korte hem als 'een hartelijk en gemoedelijk mens aan wie het bisdom veel dankbaarheid verschuldigd' was.
Behalve om zijn bestuurlijk werk voor bisdom en kerkprovincie was Grasveld gekend om zijn inzet voor oecumene en het maatschappelijk activeringswerk 'solidair Friesland'. Kort voor zijn afscheid van Groningen prees hij de positie van katholieken in het noorden van het land: 'Ik vind het zalig om in de minderheid te zijn.' 
- Nederlandse Thesaurus van Auteursnamen: 352641266
- Virtual International Authority File: 290712634